# Royaume magique à vendre !
Pour les articles homonymes, voir À vendre.
Royaume magique à vendre ! (titre original : Magic Kingdom for Sale — SOLD!) est un roman de médiéval-fantastique écrit en 1986 par Terry Brooks. Il s'agit du premier roman de la série Le Royaume magique de Landover. 

## Résumé des trois premiers chapitres
Automne 1986 : L'avocat Ben Holiday de Chicago est devenu dépressif depuis la mort de sa femme Annie, il y a deux ans. Un soir de solitude, il découvre dans un catalogue qu'un royaume de conte de fée est à vendre pour un million de dollars. Il ne fait ni une, ni deux et s'embarque pour New York pour y rencontrer le mystérieux vendeur, monsieur Meeks. Celui-ci, après l'avoir convaincu de l'existence d'un tel lieu, lui fait signer un contrat en bonne et du forme et l'envoie en Virginie en pleine forêt nationale George-Washington près de la ville de Lynchburg. Là, Ben y découvre un passage qui le conduit tout droit vers le royaume magique de Landover. Mais à peine est il arrivé, qu'il se trouve nez à nez avec Strabo, un terrible dragon.

## Personnages principaux
- Ben Holiday, avocat et... roi de Landover.
- Questor Thews, enchanteur royal.
- Abernathy, scribe royal.
- Les kobolds Ciboule messager royal et Navet cuisinier royal.
- Salica, sylphide amoureuse du roi.

## Éditions françaises
- 1994 : Royaume magique à vendre !, éditions J'ai lu n° 3667, traduction d'Emmanuelle Pingault (format poche).
- 2001 : Royaume magique à vendre !, éditions J'ai lu, traduction d'Emmanuelle Pingault (format poche).
- 2007 : Royaume magique à vendre !, éditions Bragelonne, traduction d'Emmanuelle Pingault (format livre).